# Hans Ludwig Held
Hans Ludwig Held (* 1. August 1885 in Neuburg an der Donau; † 3. August 1954 in München) war ein deutscher Bibliothekar und Schriftsteller.

## Leben
Der Vater Hans Ludwig Helds, Marcellus Held, war ein von oberbayerischen Bauern abstammender Archivoffiziant, die Mutter entstammte einer fränkischen Müllerfamilie. Held, der sehr musikalisch war, lernte als Kind Klavier, Geige, Bratsche und Orgel. Nach dem Umzug von Neuburg an der Donau nach München besuchte Held das Ludwigsgymnasium, trat jedoch schon nach sieben Schuljahren in den mittleren Verwaltungsdienst der Stadt München ein und legte 1909 die „Stadt- und Marktschreiberprüfung“ ab. Damals begann er mit dem Schreiben von Gedichten und Romanen. Am 15. April 1911 heiratete er die Kunstfotografin Stephanie Ludwig, geborene Edelstein (1871–1943). Sie war in erster Ehe mit dem Münchener Arzt Arthur Ludwig verheiratet gewesen, mit dem sie einen Sohn hatte. Im selben Jahr gründete Held gemeinsam mit Thomas Mann und Frank Wedekind den Schutzverband deutscher Schriftsteller, Gau Bayern, 1918 die Gesellschaft für neue Erziehung (GNEM) und wurde deren 1. Vorsitzender. 1919 wurde er für die USPD Mitglied des Münchner Stadtrats.
Am 3. Januar 1921 wurde Hans Ludwig Held erster hauptamtlicher Bibliotheksleiter der „Bibliothek des Stadtrats“, des Vorläufers der Münchner Stadtbibliothek, und 1925 deren Direktor. Unter seiner Leitung entstand die größte musikalische Volksbibliothek Europas. Da ihm das Volksbildungswesen besonders am Herzen lag, richtete er eine Wanderbücherei im Trambahnwagen ein, spannte ein Netz von Volksbüchereien und richtete Kinderlesehallen ein. 1921 gründete er die Monacensia-Bibliothek.
Nach der „Machtergreifung“ der Nationalsozialisten unterschrieb er im Oktober 1933 zusammen mit weiteren 87 Schriftstellern das Gelöbnis treuester Gefolgschaft für Adolf Hitler. Trotzdem wurde er am 27. Oktober 1933 aufgrund des „Gesetzes zur Wiederherstellung des Berufsbeamtentums“ aus dem Dienst der Stadt München entlassen. Helds Biograph Helmut Hanko führt dies auf Helds politisches Engagement für die Demokratie zwei Jahrzehnte zuvor zurück; aus eben diesem Grund sei Held 1938 auch von der Reichsschrifttumskammer jede weitere schriftstellerische Tätigkeit untersagt worden. Held zog darauf in das südlich von München gelegene Unterhaching, wo er sich zum leidenschaftlichen Gärtner entwickelte, nicht ohne all seine gärtnerische Erfahrungen schriftlich zu dokumentieren. Nach der Scheidung seiner ersten Ehe im Jahr 1923 hatte Held die Pianistin Margarethe Zurlinden (1899–1972) geheiratet. Während Helds Arbeitslosigkeit im Dritten Reich war sie es, die mit Klavierstunden vorwiegend den Lebensunterhalt verdiente.
Unmittelbar nach Ende des Zweiten Weltkriegs wurde Held im Mai 1945 erneut Direktor der Münchener Bibliothek und im September 1945 zum Kulturbeauftragten der Stadt München berufen. Am 6. September 1945 wurde auf ihn und seine Ehefrau Margarethe ein Anschlag verübt. Drei Männer drangen nachts um 4 Uhr in das Schlafzimmer des Ehepaares ein und gaben mehrere Schüsse ab. Margarethe traf ein Bauchschuss, der sieben Operationen notwendig machte. Im gleichen Monat folgte eine alles vernichtende Brandstiftung auf die Garage, in der Held wertvolle Inkunabeln, frühe Drucke und seine hebräische Bibliothek neben anderem politisch Unliebsamen vor den Nationalsozialisten versteckt hatte. All dies blieb nicht ohne Auswirkungen auf seine Gesundheit.
1953, im Jahr vor seinem Tod, wurde Held pensioniert. Seine letzten Lebensjahre wohnte er mit seiner Frau Margarethe am Sankt-Anna-Platz 10, unter einem Dach mit dem Schriftsteller Georg Britting. In seiner Erdgeschosswohnung brachte er seine 17.000 Bücher umfassende Bibliothek mit Belletristik, aber auch Literatur zu Buddhismus, Kabbala und hebräischer Mystik unter. Wegen des Gewichts mussten zur statischen Absicherung zwischen Keller und Parterre zusätzliche Eisenträger eingezogen werden. Im großen Freundeskreis, der viele Münchner Literaten und Künstler umfasste, wie Eugen Roth oder Franziska Bilek, wurde Held kurz „HaLuHe“ genannt. Ingeborg Schuldt-Britting, die Held in seinen letzten Jahren gut kannte, schrieb über ihn: „Für die Münchner Kultur der ersten Nachkriegsjahre war sein Wirken ein Heil und ein Segen! Vielen vermochte er zu helfen.“ Held starb an einem Gehirnschlag und ist auf dem Ostfriedhof (München) begraben.

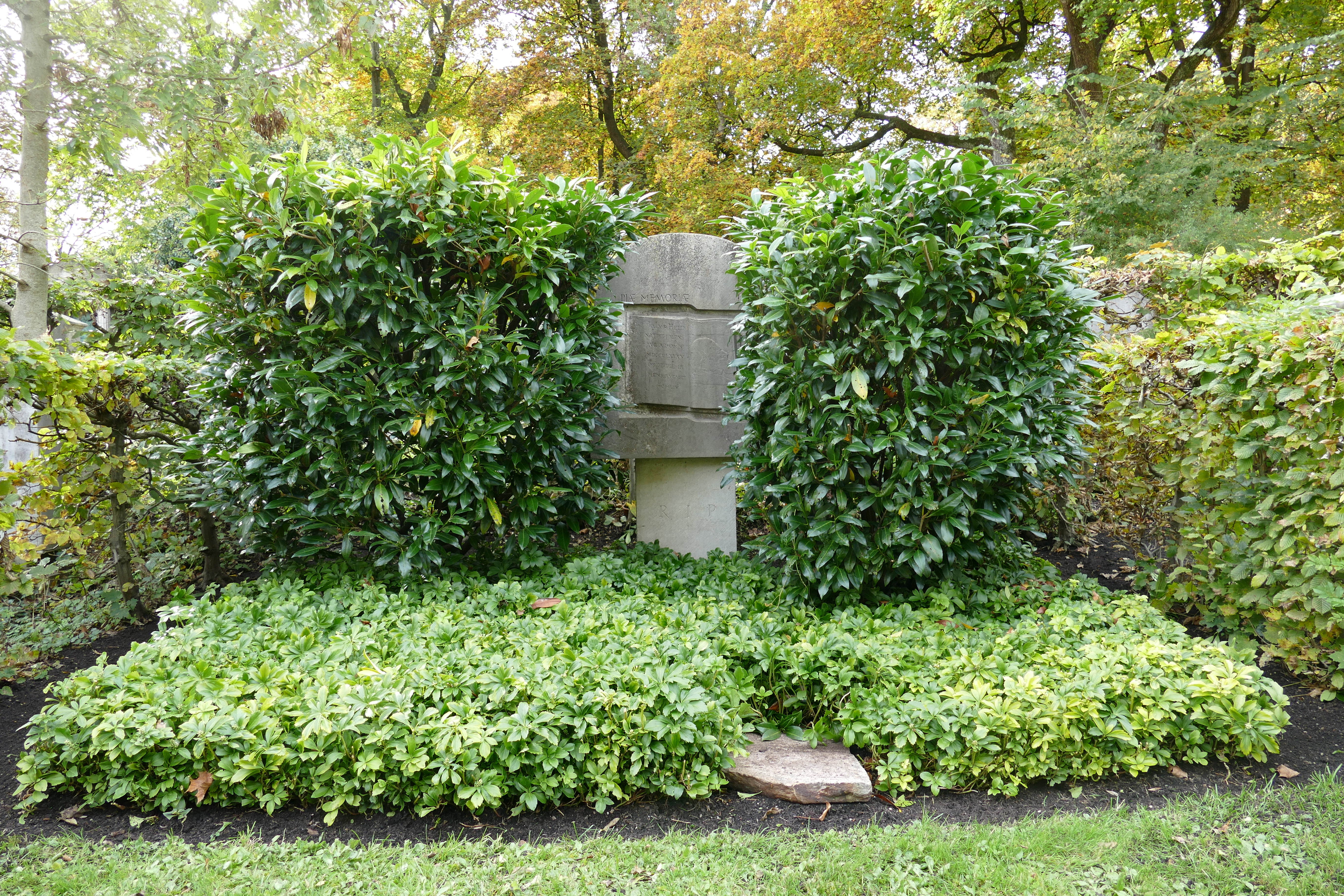
Grab am Ostfriedhof (074-1-9)

## Stimmen zu Hans Ludwig Held
Thomas Mann kommentierte 1947 Helds Unterschrift unter dem Gelöbnis treuester Gefolgschaft: „Daß auch H. L. Held und Loerke darauf stehen, macht mich doch sehr betroffen. Das übrige Völkchen ist ganz an seinem Platz.“
Helmut Hanko beschreibt Hans Ludwig Helds Verdienste für München so: „Das Münchner Bibliothekssystem, als größtes kommunales in der Bundesrepublik Deutschland, darf sein erfolgreiches Bestehen auf Hans Ludwig Held zurückführen – auch wenn dieser kein ‚gelernter‘ Bibliothekar gewesen ist.“

## Werke (Auswahl)
- Dämmerstunden. Ein Gedichtbuch, Dresden 1906
- Jakobus. Aus dem Leben eines jungen Priesters, München/Leipzig 1907
- Salome. Ein Mysterium, München 1907
- Maria-Fried. Ein Roman aus der Holledau. München/Leipzig 1910
- Buddha, sein Evangelium und seine Auslegung, München 1911
- Tamar. Eine Tragödie in vier Akten. München/Leipzig 1912
- Die Idee des Buddhismus, eine Betrachtung, München/Leipzig 1913
- Kriegs-Hymne, München/Leipzig 1914
- (Hrsg.) Angelus Silesius. Sämtliche poetische Werke in drei Bänden, München, 2. Aufl. 1924
- Das Gespenst des Golem, eine Studie aus der hebräischen Mystik mit einem Exkurs über das Wesen des Doppelgängers, München 1927
- Festliches Spiel auf Worte von Goethe, München 1932
- Munich, 1946

## Nachlass
Der schriftliche Nachlass von Hans Ludwig Held liegt im Literaturarchiv der Monacensia im Hildebrandhaus.